# Harakiri for the Sky
Harakiri for the Sky is een metalband uit Salzburg, Oostenrijk, opgericht in 2011 door Michael V. Wahntraum en Matthias Sollak. De stijl van de band wordt ook omschreven als atmosferische black metal. De teksten van de band gaan over depressie, dystopie, angsten en nachtmerries. De band bestaat officieel slechts uit twee leden, maar ze treden altijd op met drie aanvullende muzikanten. De band maakte hun debuut in 2012 met een titelloos album. In februari 2021 brachten ze hun vijfde studioalbum Mӕre uit.

## Bandleden

#### Huidige leden
- Michael V. Wahntraum - zang (2011-heden)
- Matthias Sollak - gitaar, basgitaar, drums (2011-heden)

#### Toerleden
- Mischa Bruemmer - drums (2013-heden)
- Marrok - gitaar, zang (2012-heden)
- Thomas Dornig - basgitaar (2012-heden)
- Thomas Leitner - drums (2014)
- Morbus - drums (2012-2013)

## Discografie
- Harakiri for the Sky (2012)
- Aokigahara (2014)
- III: Trauma (2016)
- Arson (2018)
- Mære (2021)
- Aokigahara MMXXII (2022)
- Harakiri for the Sky MMXXII (2022)
- Scorched Earth (2025)

- International Standard Name Identifier: 0000 0004 6924 2489
- MusicBrainz: 75210e6c-96d1-445e-ac95-6fa06c09e9d5
- Nationale Bibliotheek van Tsjechië: xx0230754
- Virtual International Authority File: 306359191